# Phyllachora gondarensis
Phyllachora gondarensis är en svampart som beskrevs av Ciccar. 1951. Phyllachora gondarensis ingår i släktet Phyllachora och familjen Phyllachoraceae.   Inga underarter finns listade i Catalogue of Life.